# 大凯赖斯图尔
大凯赖斯图尔，是匈牙利诺格拉德州所辖的一个村。总面积8.20平方公里，总人口269，人口密度32.8人/平方公里（2010年1月1日）。